# Elatostema lutescens
Elatostema lutescens är en nässelväxtart som beskrevs av Charles Budd Robinson. Elatostema lutescens ingår i släktet Elatostema och familjen nässelväxter. Inga underarter finns listade i Catalogue of Life.